# Apollo, Apollo
"Apollo, Apollo" é o 16.° episódio da terceira temporada da série de televisão de comédia de situação norte-americana 30 Rock, e o 52.° da série em geral. O seu argumento foi escrito pelo produtor executivo Robert Carlock e foi realizado por Millicent Shelton. A sua transmissão nos Estados Unidos ocorreu na noite de 26 de Março de 2009 através da rede de televisão National Broadcasting Company (NBC). Dentre as estrelas convidadas para o episódio, estão inclusas Dean Winters, John Lutz, Mark Lotito, Timothy Mandala, e Theo Stockman. O actor norte-americano Adam West também fez uma participação desempenhando uma versão fictícia de si mesmo, enquanto os marionetistas Joey Mazzarino, Carmen Osbahr e Matt Vogel realizaram uma apresentação de bonecos de três personagens do seriado.
O episódio gira em torno do quinquagésimo aniversário do executivo Jack Donaghy (Alec Baldwin), e grande parte do enredo revolve ao redor das suas preocupações relacionadas com o envelhecimento e o desejo de recuperar a felicidade alcançada na sua infância. Ao mesmo tempo, a argumentista Liz Lemon (Tina Fey) é forçada a lidar mais uma vez com as artimanhas do seu ex-namorado Dennis Duffy (Winters), que agora se autodiagnosticou como um viciado em sexo, bem como com o facto de ele ter se envolvido sexualmente com a sua grande amiga Jenna Maroney (Jane Krakowski). Entretanto, o astro TTracy Jordan (Tracy Morgan) almeja viajar no espaço, e Liz e Jack trabalham para arranjar maneira de levar-lhe a acreditar ter realmente feito isso.
Em geral, embora não universalmente, "Apollo, Apollo" foi recebido com aclamação pelos críticos especialistas em televisão do horário nobre, com diversos tablóides considerando-o o melhor episódio da terceira temporada do seriado. A maioria dos comentários positivos foram acerca do enredo e a sua execução mas, no entanto, houve alguns analistas de televisão que sentiram que os argumentistas poderiam ter feito maiores esforços com o material disponível. Além disso, a trama de Jenna foi condenada por não se enquadrar com o resto do episódio. Mesmo assim, "Apollo, Apollo" revelou-se bem sucedido ao longo da época de premiações, recebendo quatro nomeações na 61.ª cerimónia anual dos Prémios Emmy do horário nobre, das quais o editor Ken Eluto venceu uma. Além disso, o argumentista Robert Carlock venceu um Prémio da Associação de Guionistas Norte-americanos.
De acordo com as estatísticas publicadas pelo serviço de mediação de audiências da Nielsen Media Research, o episódio foi assistido em uma média de 7,173 milhões de domicílios norte-americanos durante sua transmissão original e recebeu a classificação de 3,4 e oito de share no perfil demográfico dos telespectadores na faixa dos dezoito aos 49 anos, uma melhoria de seis por cento em relação ao alcançado pelo episódio transmitido na semana anterior, "The Bubble.".

## Produção
"Apollo, Apollo" é o 16.° episódio da terceira temporada de 30 Rock. O seu enredo foi escrito por Robert Carlock, que também assume as funções de produtor, produtor executivo e ainda co-showrunner no seriado. Este foi a sua 16.ª vez a receber crédito pelo guião de um episódio da série, e terceira vez nesta temporada. Na sua autobiografia Bossypants (2011), Tina Fey — criadora, produtora executiva, co-showrunner, argumentista-chefe e actriz principal em 30 Rock — incluiu este guião como um dos seus quatro favoritos entre todos os escrito por Carlock, com os outros sendo "Jack-Tor" (2006), "Sandwich Day" (2008) e "Generalissimo" (2009). Esta foi a estreia da realizadora Millicent Shelton em 30 Rock, que passou dois anos em negociações com os produtores do programa antes de conseguir finalmente ser contratada para integrar a equipa. Porém, ela apenas voltaria a trabalhar em 30 Rock na direcção artística do episódio "Floyd," da quarta temporada.

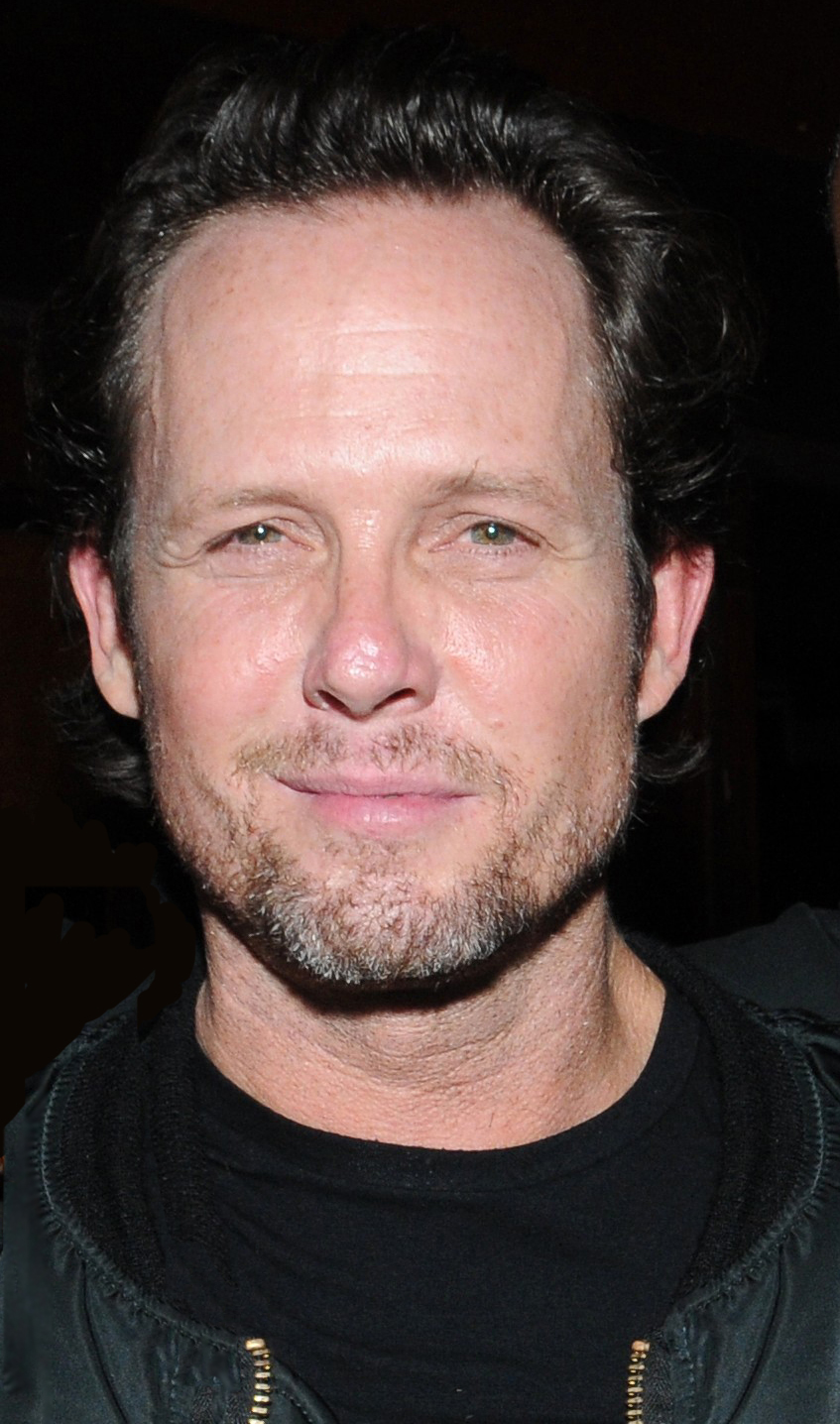
"Apollo, Apollo" marcou a sexta participação de Dean Winters em 30 Rock.

Em "Apollo, Apollo," o actor Dean Winters repetiu a sua performance como Dennis Duffy, ex-namorado de Liz Lemon com quem ela teve a sua relação mais duradoura, pela sexta vez e pela primeira nesta temporada. Ele fez a sua estreia em "Jack Meets Dennis" na primeira temporada. O actor norte-americano Adam West também fez uma participação neste episódio representando uma versão fictícia de si mesmo, na cena na qual chama Jack pelo nome errado na festa do seu quinquagésimo aniversário. Embora em "Apollo, Apollo" haja uma discussão sobre a quinquagésima festa de aniversário de Jack, no episódio "Christmas Special," Jack afirma já ter cinquenta anos em uma briga com a sua mãe.
Em uma das cenas de "Apollo, Apollo," Jack questiona-se sobre como seria ver o mundo através dos olhos do estagiário Kenneth Parcell (Jack McBrayer), revelando que Kenneth vê todos como Muppets. Para acomodar isso, três artistas de marionete da Vila Sésamo — nomeadamente Joey Mazzarino, Carmen Osbahr e Matt Vogel — foram convidados a desempenhar as versões Muppet de Jack, Liz e Tracy. Este ângulo voltaria mais tarde a usado novamente no episódio "Dealbreakers Talk Show #0001" da quarta temporada do programa, no qual Kenneth aparece como um Muppet enquanto passa pela lente de uma câmara de alta definição, e ainda em "I Heart Connecticut" e "My Whole Life Is Thunder," na quinta e sétima temporadas, respectivamente. Além disso, um episódio transmitido em 2008 da 39.ª temporada de Vila Sésamo apresenta uma paródia de 30 Rock intitulada 30 Rocks, na qual a personagem Liz Lemon tenta explicar a Jack the Boss que ela encomendou a quantidade correcta de pedras para um segmento humorístico. A sequência de abertura para 30 Rocks foi criada por Mike Pantuso. Mais tarde, Vila Sesámo fez alusão a 30 Rock no seu 4931.° episódio, no qual Cookie Monster, ao tomar conhecimento que biscoitos são comercializados em supermercados, afirma em estilo ofegante: "Eu quero ir para lá," ecoando um falas bem conhecida de Liz Lemon. Em 2014, Fey viria a estrelar no filme Muppets Most Wanted.
O actor e comediante Judah Friedlander, intérprete da personagem Frank Rossitano em 30 Rock, é conhecido pelos seus bonés de camioneiro de marca registada que usa dentro e fora da personagem Frank. Os chapéus normalmente apresentam palavras ou frases curtas estampadas neles. Friedlander afirmou que ele próprio é quem faz os acessórios. Revelou também que "alguns deles são brincadeiras íntimas, e alguns são simplesmente piadas." A ideia veio do persona de Friedlander nas suas apresentações de comédia stand up, nas quais os objectos de adorno estão todos estampados com a escrita "campeão mundial" em línguas e aparências diferentes. Em "Apollo, Apollo," Frank usa um boné que lê "Laser Disc."
A versão completa do comercial da linha de sexo por telefone de Liz foi inclusa como parte do bónus do DVD da terceira temporada de 30 Rock.

## Enredo
Tracy Jordan (Tracy Morgan) anuncia na televisão o seu plano de viajar ao espaço sideral, estando disposto a pagar até trinta milhões de dólares americanos para concretizar o desejo. Jack Donaghy (Alec Baldwin) concorda em ajudá-lo a realizar o sonho, prometendo contactar os seus amigos da NASA. No entanto, ao invés de fazer isso, ele pede a Pete Hornberger (Scott Adsit), produtor do The Girlie Show with Tracy Jordan (TGS), para criar uma experiência espacial falsa para Tracy. Pete e a equipa do programa constroem um modelo de ónibus espacial e colocam Tracy nele depois de desorientá-lo, voando-o em um helicóptero com os olhos vendados. O engano revela-se um sucesso, com Tracy realmente acreditando estar a voar pelo espaço.
Ao mesmo tempo, Liz Lemon (Tina Fey) é visitada pelo seu ex-namorado Dennis Duffy (Dean Winters), que informa ser um viciado em sexo querendo reparar seus erros do passados Liz não se impressiona e pede a Dennis para ir-se embora do seu apartamento, antes de ir trabalhar. Mais tarde, depois de chegar aos estúdios da NBC, Liz atende o celular de Jenna Maroney (Jane Krakowski), e fica surpresa ao descobrir que Dennis mantém contacto com ela. Então, Liz finge ser Jenna e descobre que os dois envolveram-se sexualmente. De princípio, Liz determinada-se a não permitir que essa revelação afecte a sua amizade com Jenna, convencendo-a a juntar-se a ela para confrontarem Dennis sobre o seu comportamento. Porém, durante o confronto, Liz descobre que Jenna e Dennis realmente fizeram sexo na sua cama, levando-a a se ressentir das ações de Jenna. Como resultado, não conta a Jenna sobre um equipamento conectado incorretamente, provocando um ferimento na perna de Jenna.
Enquanto isso, o quinquagésimo aniversário de Jack se aproxima, e ele recebeu diversos vídeos caseiros de alguns dos seus aniversários anteriores da sua mãe. Enquanto assiste às fitas, ele descobre o quão feliz era quando na sua infância, e fica determinado a recuperar essa felicidade e inocência. Depois de examinar uma lista que elaborou quando era mais jovem, descobre que fez todas as coisas, à excepção de uma: tornar-se amigo do Batman. Assim, consegue que o actor Adam West venha à sua festa de aniversário. Na festa, no entanto, West chama Jack pelo nome errado, levando-o a perceber a sua infelicidade, apesar dos seus feitos. Em um esforço para recuperar a sua felicidade, Jack tenta encontrar o mesmo brinquedo que o deixou tão feliz no seu décimo aniversário, um modelo de um Módulo Lunar Apollo. Ele compra-o um em uma loja de brinquedos antigos mas, mesmo assim, continua infeliz.
Mais tarde, Liz pede desculpas a Jenna por permitir que ela se machucasse e concorda em deixar Jenna contar à equipa de argumentistas do TGS sobre a sua participação em um anúncio de uma linha de sexo por telefone. Os argumentistas encontram o anúncio online e divertem-se bastante ao assistí-lo. Jack entra enquanto os arumentistas assistem ao comercial e ri-se tanto ao ponto de vomitar. A risada tira Jack do seu mau humor, e diz a Liz que ela é uma amiga importante.

## Referências culturais

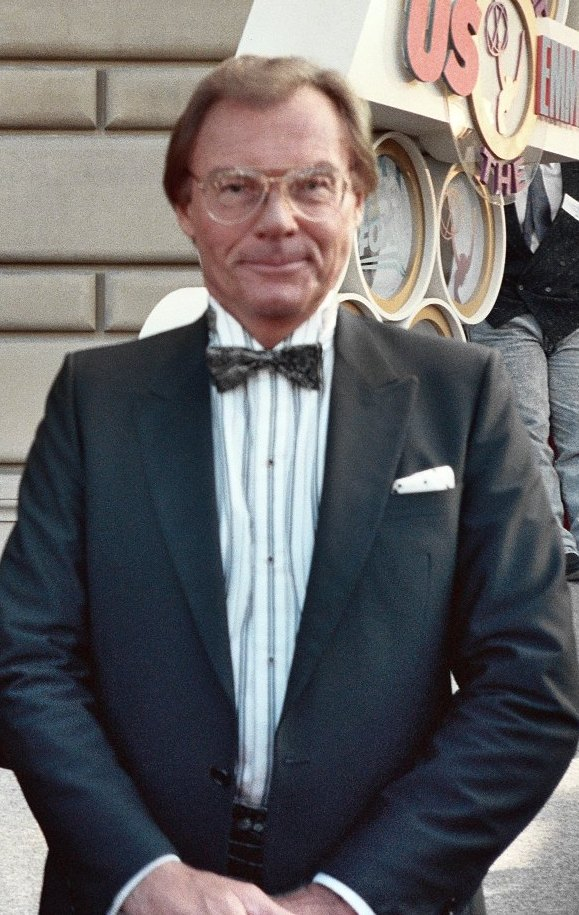
O actor Adam West, conhecido por interpretar Batman ao longo da década de 1960, fez uma participação em "Apollo, Apollo" pois uma das personagens de 30 Rock desejava conhecer o Batman.

### Análises da crítica

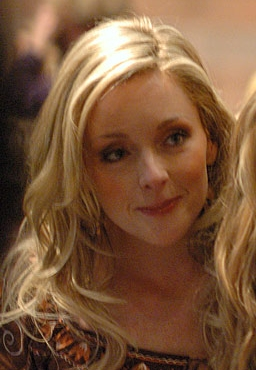
A recepção crítica para com a personagem de Jane Krakowski foi, no geral, negativa.